# Rui Patrício
Rui Patrício (Leiria, 15 februari 1988) is een Portugees voetballer die speelt als doelman. Patrício debuteerde in 2010 in het Portugees voetbalelftal.

## Carrière

### Sporting Portugal
Patrício speelde in zijn jonge jaren als spits. Als twaalfjarige speelde hij in 2000 als doelman in de jeugd van Leiria Marrazes. Daar werd hij gescout door Sporting Portugal, dat hem opnam in de jeugdopleiding. Zes jaar later, op 19 november 2006, debuteerde de doelman op het hoogste niveau. Sporting won een uitwedstrijd van CS Marítimo met 0–1. Patrício speelde in plaats van de toenmalige eerste doelman Ricardo Pereira. In deze wedstrijd stopte hij vijftien minuten voor affluiten een strafschop.
Na het vertrek van Ricardo naar Real Betis in de zomer van 2007, won Patrício de concurrentiestrijd van Tiago en Vladimir Stojković en werd hij de eerste doelman. Hij debuteerde dat seizoen op 27 november 2007 in de UEFA Champions League. Patrício en Sporting verloren met 2–1 van Manchester United. Later dat seizoen won hij voor het eerst als eerste doelman een prijs, de Taça de Portugal. Sporting won met 2–0 van FC Porto. Hij won in 2007 met zijn club de Portugese supercup. Sporting klopte opnieuw FC Porto met 2–0. In deze wedstrijd stopte Patrício een penalty van Lucho González. Op 15 mei 2018 werden Patrício en zijn ploegmaats op training aangevallen door een vijftigtal misnoegde fans. Hierop verliet hij de club en tekende hij voor vier jaar bij Wolverhampton Wanderers.
Patrício speelde in twaalf seizoenen 466 wedstrijden voor Sporting. Hierin won hij driemaal de Portugese voetbalbeker, één keer de Taça da Liga en drie keer de Portugese supercup. Ook werd hij vijfmaal Portugees vice-kampioen.

### Wolverhampton
Het pas naar de Premier League gepromoveerde Wolverhampton telde 18 miljoen euro neer voor de Portugese doelman. Hij maakte zijn debuut op 11 augustus 2018 in de thuiswedstrijd tegen Everton FC. De wedstrijd eindigde op 2-2.

## Clubstatistieken
| Seizoen     | Club                    | Competitie     | Competitie | Competitie | Beker | Beker | Internationaal | Internationaal | Totaal | Totaal |
| Seizoen     | Club                    | Competitie     | Wed.       | Dlp.       | Wed.  | Dlp.  | Wed.           | Dlp.           | Wed.   | Dlp.   |
| ----------- | ----------------------- | -------------- | ---------- | ---------- | ----- | ----- | -------------- | -------------- | ------ | ------ |
| 2006/07     | Sporting CP             | Primeira Liga  | 1          | 0          | 0     | 0     | 0              | 0              | 1      | 0      |
| 2007/08     | Sporting CP             | Primeira Liga  | 20         | 0          | 8     | 0     | 8              | 0              | 36     | 0      |
| 2008/09     | Sporting CP             | Primeira Liga  | 26         | 0          | 4     | 0     | 6              | 0              | 36     | 0      |
| 2009/10     | Sporting CP             | Primeira Liga  | 30         | 0          | 7     | 0     | 14             | 0              | 51     | 0      |
| 2010/11     | Sporting CP             | Primeira Liga  | 30         | 0          | 5     | 0     | 8              | 0              | 43     | 0      |
| 2011/12     | Sporting CP             | Primeira Liga  | 28         | 0          | 6     | 0     | 13             | 0              | 47     | 0      |
| 2012/13     | Sporting CP             | Primeira Liga  | 30         | 0          | 2     | 0     | 7              | 0              | 39     | 0      |
| 2013/14     | Sporting CP             | Primeira Liga  | 30         | 0          | 1     | 0     | —              | —              | 31     | 0      |
| 2014/15     | Sporting CP             | Primeira Liga  | 33         | 0          | 1     | 0     | 8              | 0              | 42     | 0      |
| 2015/16     | Sporting CP             | Primeira Liga  | 34         | 0          | 3     | 0     | 9              | 0              | 46     | 0      |
| 2016/17     | Sporting CP             | Primeira Liga  | 31         | 0          | 1     | 0     | 6              | 0              | 38     | 0      |
| 2017/18     | Sporting CP             | Primeira Liga  | 34         | 0          | 8     | 0     | 14             | 0              | 56     | 0      |
| Club totaal | Club totaal             | Club totaal    | 327        | 0          | 46    | 0     | 93             | 0              | 466    | 0      |
| 2018/19     | Wolverhampton Wanderers | Premier League | 37         | 0          | 0     | 0     | —              | —              | 37     | 0      |
| 2019/20     | Wolverhampton Wanderers | Premier League | 38         | 0          | 0     | 0     | 15             | 0              | 53     | 0      |
| 2020/21     | Wolverhampton Wanderers | Premier League | 37         | 0          | 0     | 0     | —              | —              | 37     | 0      |
| Club totaal | Club totaal             | Club totaal    | 112        | 0          | 0     | 0     | 15             | 0              | 128    | 0      |
| 2021/22     | AS Roma                 | Serie A        | 38         | 0          | 2     | 0     | 14             | 0              | 54     | 0      |
| 2022/23     | AS Roma                 | Serie A        | 32         | 0          | 2     | 0     | 11             | 0              | 45     | 0      |
| Club totaal | Club totaal             | Club totaal    | 70         | 0          | 4     | 0     | 25             | 0              | 99     | 0      |
| TOTAAL      | TOTAAL                  | TOTAAL         | 509        | 0          | 50    | 0     | 133            | 0              | 693    | 0      |

Bijgewerkt tot en met 2 mei 2023

## Interlandcarrière
Patrício maakte deel uit van de Portugese selectie voor het Europees kampioenschap voetbal 2008, maar debuteerde pas twee jaar later. Op 17 november 2010 speelde hij zijn eerste wedstrijd, tijdens een oefenduel tegen Spanje (4–0 winst). De doelman mocht in de rust invallen voor Eduardo. Hij maakte in 2012 deel uit van de selectie van bondscoach Paulo Bento voor het EK voetbal in Polen en Oekraïne. Hier werd de ploeg in de halve finale na strafschoppen (2–4) uitgeschakeld door titelverdediger Spanje.
Op 19 mei 2014 maakte bondscoach Bento bekend Patrício mee te nemen naar het wereldkampioenschap voetbal in Brazilië. Hij debuteerde op een WK op 16 juni 2014, toen met 4–0 werd verloren van de latere wereldkampioen Duitsland. Tijdens de duels met de VS en Ghana stond Patrício zijn plaats af aan Beto door een blessure. Patrício werd door bondscoach Fernando Santos geselecteerd voor het Europees kampioenschap voetbal 2016 in Frankrijk. Zijn landgenoten en hij wonnen hier voor het eerst in de geschiedenis van Portugal een groot landentoernooi. Een doelpunt van Éder in de verlenging besliste de finale tegen Frankrijk: 1–0. Patrício nam in juni 2017 met Portugal deel aan de FIFA Confederations Cup 2017, waar de derde plaats werd bereikt. Portugal won in de troostfinale van Mexico (2–1 na verlenging). Patrício werd op 21 mei 2024 door bondscoach Roberto Martínez opgenomen in de Portugese selectie voor het EK 2024 in Duitsland. Portugal won een groep met Tsjechië, Turkije en Georgië, schakelde in de achtste finales Slovenië uit en verloor in de kwartfinales op strafschoppen van Frankrijk. Patrício kwam op het toernooi als reservedoelman achter Diogo Costa niet in actie.
| Interlands van Rui Patrício voor Portugal | Interlands van Rui Patrício voor Portugal | Interlands van Rui Patrício voor Portugal | Interlands van Rui Patrício voor Portugal | Interlands van Rui Patrício voor Portugal | Interlands van Rui Patrício voor Portugal |
| №                                         | Datum                                     | Wedstrijd                                 | Uitslag                                   | Competitie                                | Goals                                     |
| Als speler bij Sporting CP                | Als speler bij Sporting CP                | Als speler bij Sporting CP                | Als speler bij Sporting CP                | Als speler bij Sporting CP                | Als speler bij Sporting CP                |
| ----------------------------------------- | ----------------------------------------- | ----------------------------------------- | ----------------------------------------- | ----------------------------------------- | ----------------------------------------- |
| 1.                                        | 17 november 2010                          | Portugal – Spanje                         | 4 – 0                                     | Vriendschappelijk                         |                                           |
| 2.                                        | 9 februari 2011                           | Argentinië – Portugal                     | 2 – 1                                     | Vriendschappelijk                         |                                           |
| 3.                                        | 26 maart 2011                             | Portugal – Chili                          | 1 – 1                                     | Vriendschappelijk                         |                                           |
| 4.                                        | 10 augustus 2011                          | Portugal – Luxemburg                      | 5 – 0                                     | Vriendschappelijk                         |                                           |
| 5.                                        | 2 september 2011                          | Cyprus – Portugal                         | 0 – 4                                     | Kwalificatie EK 2012                      |                                           |
| 6.                                        | 7 oktober 2011                            | Portugal – IJsland                        | 5 – 3                                     | Kwalificatie EK 2012                      |                                           |
| 7.                                        | 11 oktober 2011                           | Denemarken – Portugal                     | 2 – 1                                     | Kwalificatie EK 2012                      |                                           |
| 8.                                        | 11 november 2011                          | Bosnië en Herzegovina – Portugal          | 0 – 0                                     | Kwalificatie EK 2012                      |                                           |
| 9.                                        | 15 november 2011                          | Portugal – Bosnië en Herzegovina          | 6 – 2                                     | Kwalificatie EK 2012                      |                                           |
| 10.                                       | 29 februari 2012                          | Polen – Portugal                          | 0 – 0                                     | Vriendschappelijk                         |                                           |
| 11.                                       | 2 juni 2012                               | Portugal – Turkije                        | 1 – 3                                     | Vriendschappelijk                         |                                           |
| 12.                                       | 9 juni 2012                               | Duitsland – Portugal                      | 1 – 0                                     | EK 2012                                   |                                           |
| 13.                                       | 13 juni 2012                              | Denemarken – Portugal                     | 2 – 3                                     | EK 2012                                   |                                           |
| 14.                                       | 17 juni 2012                              | Portugal – Nederland                      | 2 – 1                                     | EK 2012                                   |                                           |
| 15.                                       | 21 juni 2012                              | Tsjechië – Portugal                       | 0 – 1                                     | EK 2012                                   |                                           |
| 16.                                       | 27 juni 2012                              | Portugal – Spanje                         | 0 – 0                                     | EK 2012                                   |                                           |
| 17.                                       | 7 september 2012                          | Luxemburg – Portugal                      | 1 – 2                                     | Kwalificatie WK 2014                      |                                           |
| 18.                                       | 11 september 2012                         | Portugal – Azerbeidzjan                   | 3 – 0                                     | Kwalificatie WK 2014                      |                                           |
| 19.                                       | 12 oktober 2012                           | Rusland – Portugal                        | 1 – 0                                     | Kwalificatie WK 2014                      |                                           |
| 20.                                       | 16 oktober 2012                           | Portugal – Noord-Ierland                  | 1 – 1                                     | Kwalificatie WK 2014                      |                                           |
| 21.                                       | 22 maart 2013                             | Israël – Portugal                         | 3 – 3                                     | Kwalificatie WK 2014                      |                                           |
| 22.                                       | 26 maart 2013                             | Azerbeidzjan – Portugal                   | 0 – 2                                     | Kwalificatie WK 2014                      |                                           |
| 23.                                       | 7 juni 2013                               | Portugal – Rusland                        | 1 – 0                                     | Kwalificatie WK 2014                      |                                           |
| 24.                                       | 6 september 2013                          | Noord-Ierland – Portugal                  | 2 – 3                                     | Kwalificatie WK 2014                      |                                           |
| 25.                                       | 10 september 2013                         | Brazilië – Portugal                       | 3 – 1                                     | Vriendschappelijk                         |                                           |
| 26.                                       | 11 oktober 2013                           | Portugal – Israël                         | 1 – 1                                     | Kwalificatie WK 2014                      |                                           |
| 27.                                       | 15 oktober 2013                           | Portugal – Luxemburg                      | 3 – 0                                     | Kwalificatie WK 2014                      |                                           |
| 28.                                       | 15 november 2013                          | Portugal – Zweden                         | 1 – 0                                     | Kwalificatie WK 2014                      |                                           |
| 29.                                       | 19 november 2013                          | Zweden – Portugal                         | 2 – 3                                     | Kwalificatie WK 2014                      |                                           |
| 30.                                       | 10 juni 2014                              | Ierland – Portugal                        | 1 – 5                                     | Vriendschappelijk                         |                                           |
| 31.                                       | 16 juni 2014                              | Duitsland – Portugal                      | 4 – 0                                     | WK 2014                                   |                                           |
| 32.                                       | 7 september 2014                          | Portugal – Albanië                        | 0 – 1                                     | Kwalificatie EK 2016                      |                                           |
| 33.                                       | 11 oktober 2014                           | Frankrijk – Portugal                      | 2 – 1                                     | Vriendschappelijk                         |                                           |
| 34.                                       | 14 oktober 2014                           | Denemarken – Portugal                     | 0 – 1                                     | Kwalificatie EK 2016                      |                                           |
| 35.                                       | 14 november 2014                          | Portugal – Armenië                        | 1 – 0                                     | Kwalificatie EK 2016                      |                                           |
| 36.                                       | 29 maart 2015                             | Portugal – Servië                         | 2 – 1                                     | Kwalificatie EK 2016                      |                                           |
| 37.                                       | 13 juni 2015                              | Armenië – Portugal                        | 2 – 3                                     | Kwalificatie EK 2016                      |                                           |
| 38.                                       | 4 september 2015                          | Portugal – Frankrijk                      | 0 – 1                                     | Vriendschappelijk                         |                                           |
| 39.                                       | 7 september 2015                          | Albanië – Portugal                        | 0 – 1                                     | Kwalificatie EK 2016                      |                                           |
| 40.                                       | 8 oktober 2015                            | Portugal – Denemarken                     | 1 – 0                                     | Kwalificatie EK 2016                      |                                           |
| 41.                                       | 11 oktober 2015                           | Servië – Portugal                         | 1 – 2                                     | Kwalificatie EK 2016                      |                                           |
| 42.                                       | 14 november 2015                          | Rusland – Portugal                        | 1 – 0                                     | Vriendschappelijk                         |                                           |
| 43.                                       | 29 maart 2016                             | Portugal – België                         | 2 – 1                                     | Vriendschappelijk                         |                                           |
| 44.                                       | 2 juni 2016                               | Engeland – Portugal                       | 1 – 0                                     | Vriendschappelijk                         |                                           |
| 45.                                       | 8 juni 2016                               | Portugal – San Marino                     | 7 – 0                                     | Vriendschappelijk                         |                                           |
| 46.                                       | 14 juni 2016                              | Portugal – IJsland                        | 1 – 1                                     | EK 2016                                   |                                           |
| 47.                                       | 18 juni 2016                              | Portugal – Oostenrijk                     | 0 – 0                                     | EK 2016                                   |                                           |
| 48.                                       | 22 juni 2016                              | Hongarije – Portugal                      | 3 – 3                                     | EK 2016                                   |                                           |
| 49.                                       | 25 juni 2016                              | Kroatië – Portugal                        | 0 – 1                                     | EK 2016                                   |                                           |
| 50.                                       | 30 juni 2016                              | Polen – Portugal                          | 1 – 1 (3–5 n.s.)                          | EK 2016                                   |                                           |
| 51.                                       | 6 juli 2016                               | Portugal – Wales                          | 2 – 0                                     | EK 2016                                   |                                           |
| 52.                                       | 11 juli 2016                              | Portugal – Frankrijk                      | 1 – 0 (n.v.)                              | EK 2016                                   |                                           |
| 53.                                       | 6 september 2016                          | Zwitserland – Portugal                    | 2 – 0                                     | Kwalificatie WK 2018                      |                                           |
| 54.                                       | 7 oktober 2016                            | Portugal – Andorra                        | 6 – 0                                     | Kwalificatie WK 2018                      |                                           |
| 55.                                       | 10 oktober 2016                           | Faeröer – Portugal                        | 0 – 6                                     | Kwalificatie WK 2018                      |                                           |
| 56.                                       | 13 november 2016                          | Portugal – Letland                        | 4 – 1                                     | Kwalificatie WK 2018                      |                                           |
| 57.                                       | 25 maart 2017                             | Portugal – Hongarije                      | 3 – 0                                     | Kwalificatie WK 2018                      |                                           |
| 58.                                       | 3 juni 2017                               | Portugal – Cyprus                         | 4 – 0                                     | Vriendschappelijk                         |                                           |
| 59.                                       | 9 juni 2017                               | Letland – Portugal                        | 0 – 3                                     | Kwalificatie WK 2018                      |                                           |
| 60.                                       | 18 juni 2017                              | Mexico – Portugal                         | 2 – 2                                     | Confederations Cup                        |                                           |
| 61.                                       | 21 juni 2017                              | Rusland – Portugal                        | 0 – 1                                     | Confederations Cup                        |                                           |
| 62.                                       | 24 juni 2017                              | Nieuw-Zeeland – Portugal                  | 0 – 4                                     | Confederations Cup                        |                                           |
| 63.                                       | 28 juni 2017                              | Chili – Portugal                          | 0 – 0                                     | Confederations Cup                        |                                           |
| 64.                                       | 2 juli 2017                               | Mexico – Portugal                         | 1 – 2                                     | Confederations Cup                        |                                           |
| 65.                                       | 31 augustus 2017                          | Portugal - Faeröer                        | 5 – 1                                     | Kwalificatie WK 2018                      |                                           |
| 66.                                       | 3 september 2017                          | Hongarije - Portugal                      | 0 – 1                                     | Kwalificatie WK 2018                      |                                           |
| 67.                                       | 7 oktober 2017                            | Andorra - Portugal                        | 0 – 2                                     | Kwalificatie WK 2018                      |                                           |
| 68.                                       | 10 oktober 2017                           | Portugal - Zwitserland                    | 2 – 0                                     | Kwalificatie WK 2018                      |                                           |
| 69.                                       | 7 juni 2018                               | Portugal – Algerije                       | 3 – 0                                     | Vriendschappelijk                         |                                           |
| 70.                                       | 15 juni 2018                              | Portugal – Spanje                         | 3 – 3                                     | WK 2018                                   |                                           |
| 71.                                       | 20 juni 2018                              | Marokko – Portugal                        | 0 – 1                                     | WK 2018                                   |                                           |
| 72.                                       | 25 juni 2018                              | Iran – Portugal                           | 1 – 1                                     | WK 2018                                   |                                           |
| 73.                                       | 30 juni 2018                              | Uruguay – Portugal                        | 2 - 1                                     | WK 2018                                   |                                           |
| Als speler bij Wolverhampton Wanderers FC |                                           |                                           |                                           |                                           |                                           |
| 74.                                       | 6 september 2018                          | Portugal – Kroatië                        | 1 - 1                                     | Vriendschappelijk                         |                                           |
| 75.                                       | 10 september 2018                         | Portugal – Italië                         | 1 - 0                                     | Nations League                            |                                           |
| 76.                                       | 11 oktober 2018                           | Polen – Portugal                          | 2 - 3                                     | Nations League                            |                                           |
| 77.                                       | 17 november 2018                          | Italië – Portugal                         | 0 - 0                                     | Nations League                            |                                           |
| 78.                                       | 22 maart 2019                             | Portugal - Oekraïne                       | 0 – 0                                     | Kwalificatie EK 2020                      |                                           |
| 79.                                       | 25 maart 2019                             | Portugal - Servië                         | 1 – 1                                     | Kwalificatie EK 2020                      |                                           |
| 80.                                       | 5 juni 2019                               | Portugal – Zwitserland                    | 3 - 1                                     | Nations League                            |                                           |
| 81.                                       | 9 juni 2019                               | Portugal – Nederland                      | 1 - 0                                     | Nations League                            |                                           |
| 82.                                       | 7 september 2019                          | Servië - Portugal                         | 2 – 4                                     | Kwalificatie EK 2020                      |                                           |
| 83.                                       | 10 september 2019                         | Litouwen - Portugal                       | 1 – 5                                     | Kwalificatie EK 2020                      |                                           |
| 84.                                       | 11 oktober 2019                           | Portugal – Luxemburg                      | 3 - 0                                     | Kwalificatie EK 2020                      |                                           |
| 85.                                       | 14 oktober 2019                           | Oekraïne - Portugal                       | 2 – 1                                     | Kwalificatie EK 2020                      |                                           |
| 86.                                       | 14 november 2019                          | Portugal - Litouwen                       | 6 – 0                                     | Kwalificatie EK 2020                      |                                           |
| 87.                                       | 17 november 2019                          | Luxemburg - Portugal                      | 0 - 2                                     | Kwalificatie EK 2020                      |                                           |

Bijgewerkt op 17 november 2019.

## Erelijst
| Competitie                    |             |                           |             |             |
| Competitie                    | Aantal      | Jaren                     |             |             |
| Sporting CP                   | Sporting CP | Sporting CP               | Sporting CP | Sporting CP |
| ----------------------------- | ----------- | ------------------------- | ----------- | ----------- |
| Taça de Portugal              | 3x          | 2006/07, 2007/08, 2014/15 |             |             |
| Taça da Liga                  | 1x          | 2017/18                   |             |             |
| Supertaça Cândido de Oliveira | 3x          | 2007, 2008, 2015          |             |             |
| AS Roma                       |             |                           |             |             |
| UEFA Europa Conference League | 1x          | 2021/22                   |             |             |

| Competitie              | Winnaar  | Winnaar  | Runner-up | Runner-up | Derde    | Derde    |
| Competitie              | Aantal   | Jaren    | Aantal    | Jaren     | Aantal   | Jaren    |
| Portugal                | Portugal | Portugal | Portugal  | Portugal  | Portugal | Portugal |
| ----------------------- | -------- | -------- | --------- | --------- | -------- | -------- |
| UEFA EK                 | 1x       | 2016     |           |           |          |          |
| UEFA Nations League     | 1x       | 2018/19  |           |           |          |          |
| FIFA Confederations Cup |          |          |           |           | 1x       | 2017     |